# Pizza hải sản

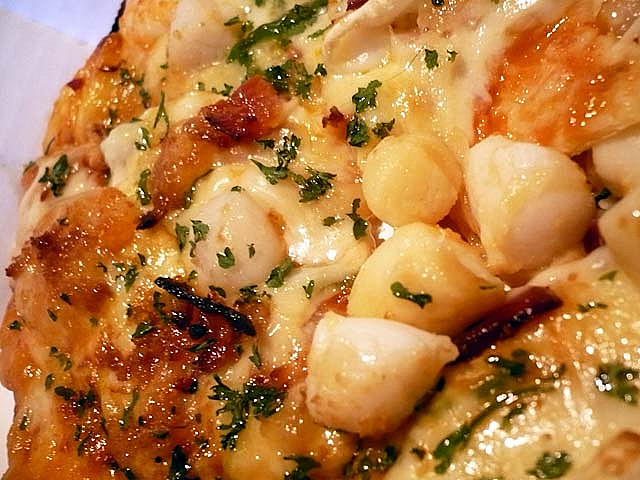
Một chiếc bánh pizza hải sản được chế biến từ sò điệp, tôm, mực và nhiều nguyên liệu khác.

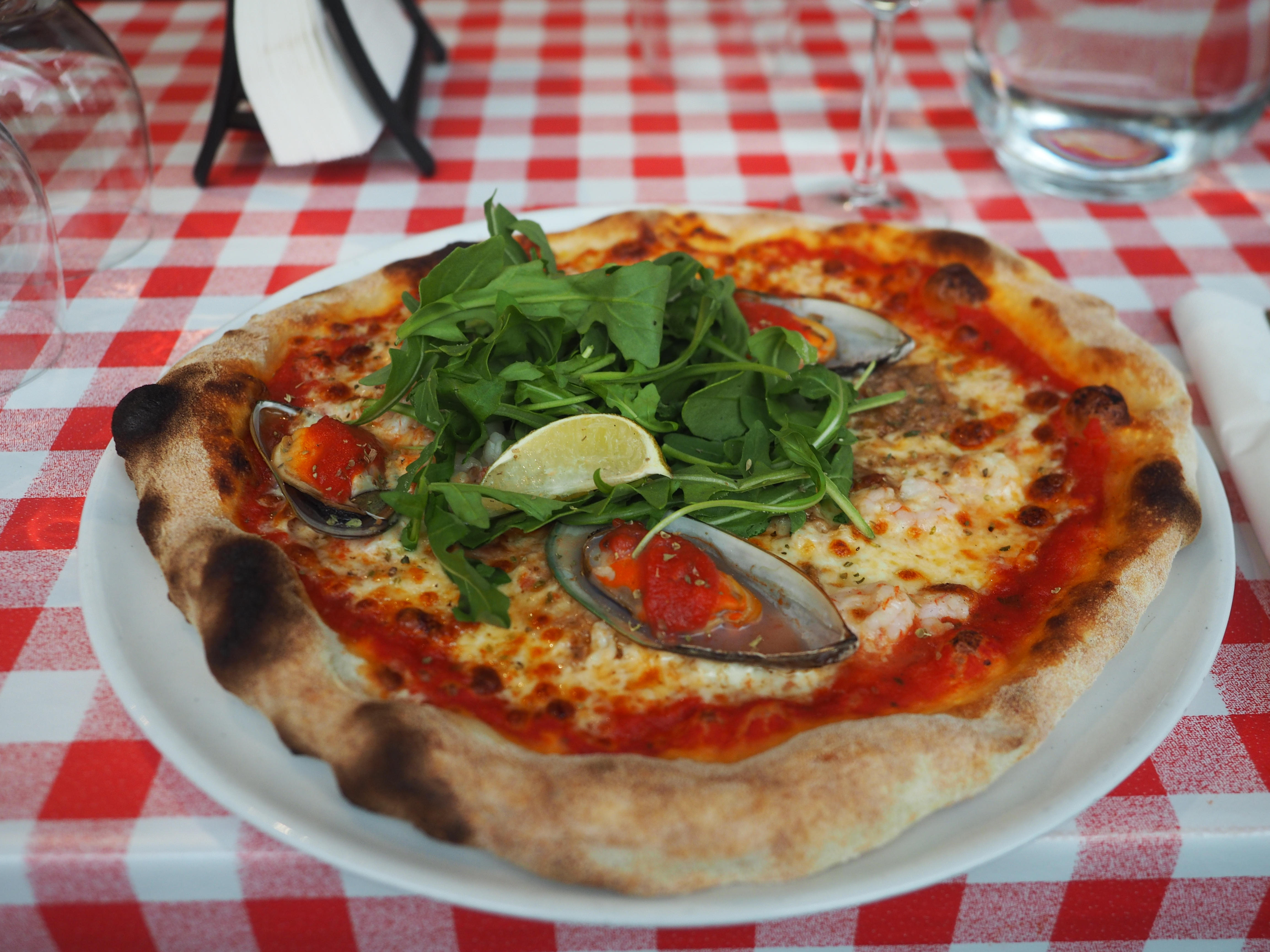
Pizza Frutti di Mare phục vụ ở Helsinki, Phần Lan.

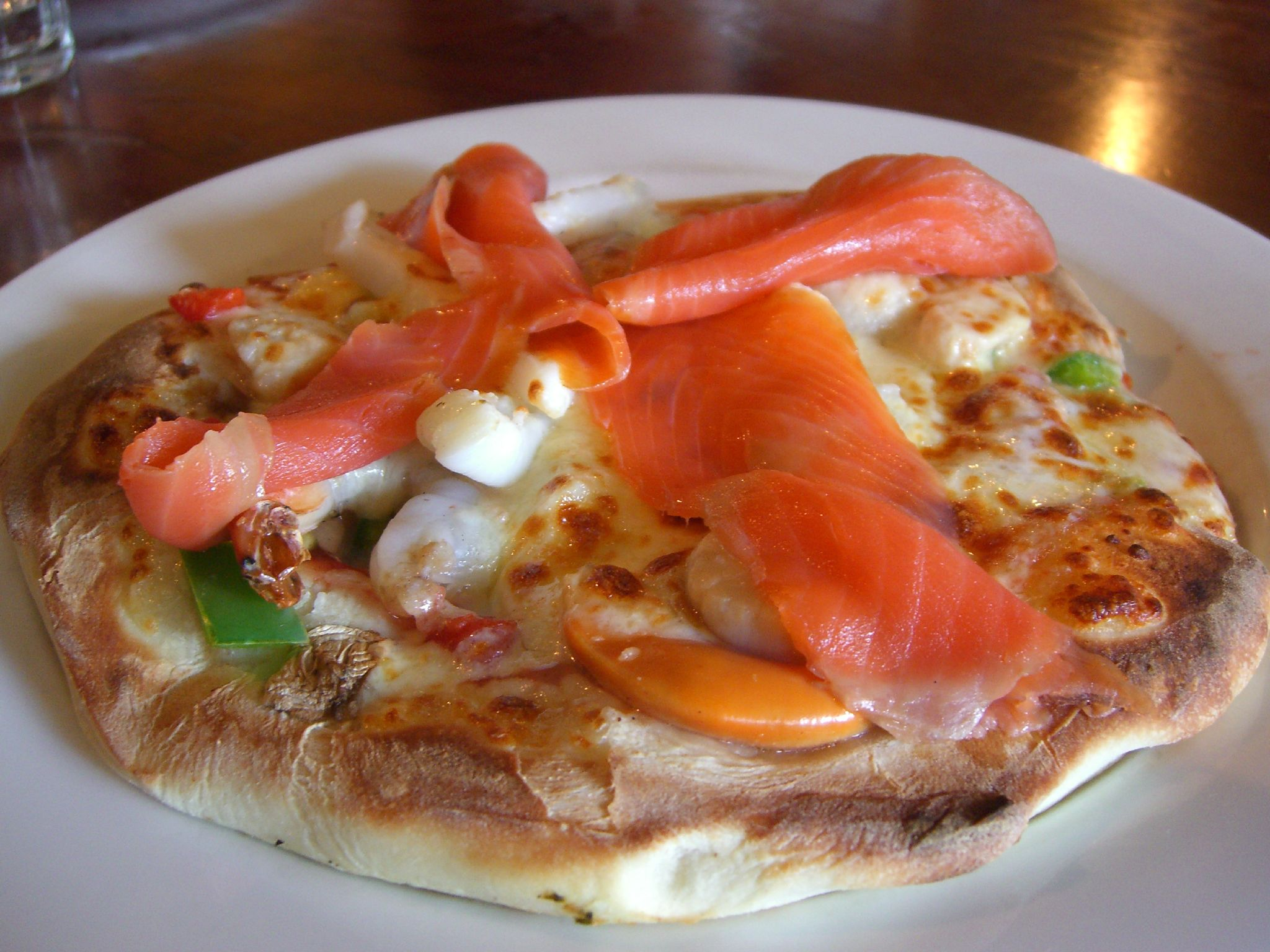
Pizza hải sản với cá hồi

Pizza hải sản là loại bánh pizza được chế biến với nguyên liệu chính là hải sản. Nhiều loại nguyên liệu hải sản ở dạng tươi sống, đông lạnh hoặc đóng hộp có thể được sử dụng trên bánh pizza hải sản. Một số chuỗi cửa hàng pizza bán lẻ cũng như các nhà hàng nhỏ cung cấp pizza cho người tiêu dùng.

## Thành phần
Nhiều loại hải sản khác nhau được sử dụng để chế biến như cá (bao gồm cá hồi, cá ngừ, cá cơm) động vật có vỏ như, nghêu, sò điệp, trai, tôm, mực, tôm hùm và ốc tù và (ốc biển), trong số những loài khác. Surimi có thể được sử dụng hoặc hải sản tươi sống hay đông lạnh, và một số sử dụng hải sản đóng hộp, chẳng hạn như cá ngừ đóng hộp.

## Biến thể

### Frutti di Mare
Frutti di Mare là một loại bánh pizza trong ẩm thực Ý dùng với tôm, trai hoặc mực. Đặc trưng của món này là thiếu pho-mát, với hải sản được phục vụ trên cùng là nước sốt cà chua.

### Pizza pescatore
Một loại pizza hải sản là pizza pescatore ("pizza ngư dân"), được chế biến với trai và mực.

### Thương mại

#### Chuỗi nhà hàng
Domino's Pizza cung cấp bánh pizza hải sản tại Việt Nam, (tính đến tháng 12 năm 2012) là "sản phẩm bán chạy nhất tại Việt Nam" của công ty.
Pizza Hut cung cấp một loại bánh pizza hải sản ở Malaysia và Ấn Độ với tên gọi "Bản giao hưởng hải sản". Loại Pizza Hut của Ấn Độ chế biến với hải sản tươi sống từ vùng biển Kochi, Ấn Độ.

#### Công ty khác
Barleycorn Pizza ở Owego, New York, phát triển một loại bánh pizza hải sản chế biến với tỏi, chân cua, tôm và sò điệp.
Benedetti's Pizza ở Manzanillo, México, chuyên về pizza hải sản, bao gồm các món chế biến từ cá cơm và hàu xông khói.
Ciro's Restaurant & Lounge ở Mahopac, New York, phát triển một loại bánh pizza hải sản chế biến từ nghêu, tôm, trai và ốc biển.
Nhà hàng Pepe's ở New Haven, Connecticut, nổi tiếng với món pizza nghêu trắng, đặc trưng với những con nghêu nhỏ tươi.
Nhà hàng Ko Olina's Pizza Corner ở Kapolei, Hawaii, phát triển một loại bánh pizza có tên "Original Hawaiian Poke Pizza", sử dụng poke, một loại salad hải sản. Salad poke được đặt trên bánh pizza sau khi bánh được nấu chín. Một món ăn khác nhà hàng phục vụ là pizza hải sản bao gồm nước sốt kem tôm hùm.

#### Kỷ lục
Chiếc bánh pizza đắt nhất thế giới hiện nay được ghi nhận là "Louis XIII" có giá 12000 đô la, bánh có kích thước 20 cm bao gồm trứng cá muối, pho mát và tôm hùm. Danh hiệu bánh pizza đắt nhất thế giới trước đây thuộc về chiếc bánh pizza trị giá 178 đô la được chế biến từ nấm củ trắng của đầu bếp Gordon Ramsay. Tính đến năm 2022, Kỷ lục Thế giới Guinness liệt kê chiếc bánh  pizza đắt nhất có giá 2700 đô la.
Có một số loại pizza đắt tiền như "Pizza Royale 007" trị giá 4.200 đô la tại nhà hàng Haggis ở Glasgow, Scotland, có trứng cá muối, tôm hùm và phủ vàng 24 cara và bánh pizza trứng cá muối 1.000 đô la Mỹ do tiệm bánh pizza Bellissima Nino ở Thành phố New York, bang New York. Tuy nhiên, những món này không được Kỷ lục Thế giới Guinness chính thức công nhận.